# Попадьино (Талдомский городской округ)
Попадьино — деревня в Талдомском районе Московской области России. Входит в состав сельского поселения Гуслевское. Население — 0 чел. (2010).

## География
Расположена в южной части района, примерно в 10 км к югу от центра города Талдома, на правом берегу впадающей в Волгу реки Дубны. Связана автобусным сообщением с платформой Власово Савёловского направления Московской железной дороги. Ближайшие населённые пункты — деревни Бобылино и Гусёнки.

## Население
| 1859 | 1888 | 1926 | 2002 | 2006 | 2010 |
| ---- | ---- | ---- | ---- | ---- | ---- |
| 117  | ↘114 | ↘98  | ↘0   | →0   | →0   |

## История
В «Списке населённых мест» 1862 года Попадьинская — казённая деревня 2-го стана Калязинского уезда Тверской губернии по правую сторону Дмитровского тракта, при реке Дубне, в 88½ верстах от уездного города, с 19 дворами и 117 жителями (58 мужчин, 59 женщин).
По данным 1888 года входила в состав Талдомской волости Калязинского уезда, проживало 114 человек (48 мужчин, 66 женщин).
Постановлением президиума ВЦИК от 15 августа 1921 года Талдомская волость была включена в состав образованного Ленинского уезда Московской губернии и стала называться Ленинской.
По материалам Всесоюзной переписи населения 1926 года — деревня Бобылинского сельсовета Ленинской волости Ленинского уезда Московской губернии, проживало 98 жителей (44 мужчины, 54 женщины), насчитывалось 22 хозяйства, среди которых 20 крестьянских.
С 1929 года — населённый пункт в составе Ленинского района Кимрского округа Московской области, с 1930-го, в связи с упразднением округа, — в составе Талдомского района (ранее Ленинский район) Московской области.
До муниципальной реформы 2006 года — деревня Гуслевского сельского округа.